# Emma Brunner-Traut
Emma Brunner-Traut (née le 25 décembre 1911 à Francfort-sur-le-Main, morte le 18 janvier 2008 à Tübingen) est une égyptologue allemande.

## Biographie
Emma Traut qui avait un grand talent artistique, a d'abord voulu devenir pianiste de concert. L'année de son baccalauréat elle rencontre Hellmut Brunner, que l'égyptologie rendait enthousiaste ; ils se marient en 1937. Après avoir étudié l'égyptologie, en 1937 elle obtient son diplôme avec une thèse sur « la danse dans l'Égypte ancienne ».
Après la Deuxième Guerre mondiale, elle suit son mari en 1951 à Tübingen. En 1963, elle publie son Contes anciens égyptiens. En parallèle, ils publient l'Histoire égyptienne antique et animaux mythiques, avec des répliques des reliefs et des dessins de contes traditionnels. Dans Les premières formes de la connaissance, elle compare les principaux aspects de la pensée égyptienne ancienne et la présentation de la culture gréco-occidentale.
En 1984, elle a dirigé avec son mari une grande exposition à Stuttgart intitulée « Osiris - Croix - Croissant-Rouge » qui a été établie en 1997 comme exposition permanente au Château Hohentübingen. Outre son travail à Tübingen et à Stuttgart, elle a aussi travaillé pour les musées égyptologiques de Munich et de Berlin.
En 1964, elle est nommée membre de l'Institut archéologique allemand. En 1972, elle reçoit le titre de professeur.
Elle s'est fait connaître à un large public, notamment grâce à son Guide de voyage en Égypte, édité en 1962, qu'elle a mis à jour, publié et réédité à plusieurs reprises.

## Publications
- Altägyptische Märchen. Eugen Diederichs Verlag, Düsseldorf/Köln, 1963
- Aegypten Studienreiseführer mit Landeskunde. Hans E. Günther Verlag, GVS, Stuttgart, 1966
- Altägyptische Tiergeschichte und Fabel. Wissenschaftliche Buchgesellschaft, Darmstadt, 1970
- Ägypten - Kunstführer. Kohlhammer, 1988,  (ISBN 3-17-012615-6)
- Gelebte Mythen. Wissenschaftliche Buchgesellschaft, Darmstadt 1988  (ISBN 3-534-08425-X)
- (de) Emma Traut, Gelebte Mythen : Beiträge zum altägyptischen Mythos, Darmstadt, Wissenschaftliche Buchgesellschaft, 1981, 113 p. (ISBN 3-534-08425-X).
- (de) Emma Traut, Die Grossen Religionen des Alten Orients und der Antike, Stuttgart, Verlag W. Kohlhammer, 1992, 176 p. (ISBN 3-17-011976-1).
- (de) Emma Traut, Frühformen des Erkennens : am Beispiel Altägyptens, Darmstadt, Wissenschaftliche Buchgesellschaft, 1990, 210 p. (ISBN 3-534-08149-8).
- Die Kopten – Leben und Lehre der frühen Christen in Ägypten. Herder Freiburg 2000,  (ISBN 3-451-04815-9)

## Pour approfondir